# Fichtegasse
Die Fichtegasse befindet sich im 1. Wiener Gemeindebezirk, der Inneren Stadt. Sie wurde 1865 nach dem Philosophen Johann Gottlieb Fichte benannt. Zusammen mit Schellinggasse, Hegelgasse und Kantgasse bildet sie eine Zone der Inneren Stadt, deren Straßen den großen deutschen Philosophen gewidmet sind und in der mehrere Schulen angesiedelt wurden.

## Geschichte

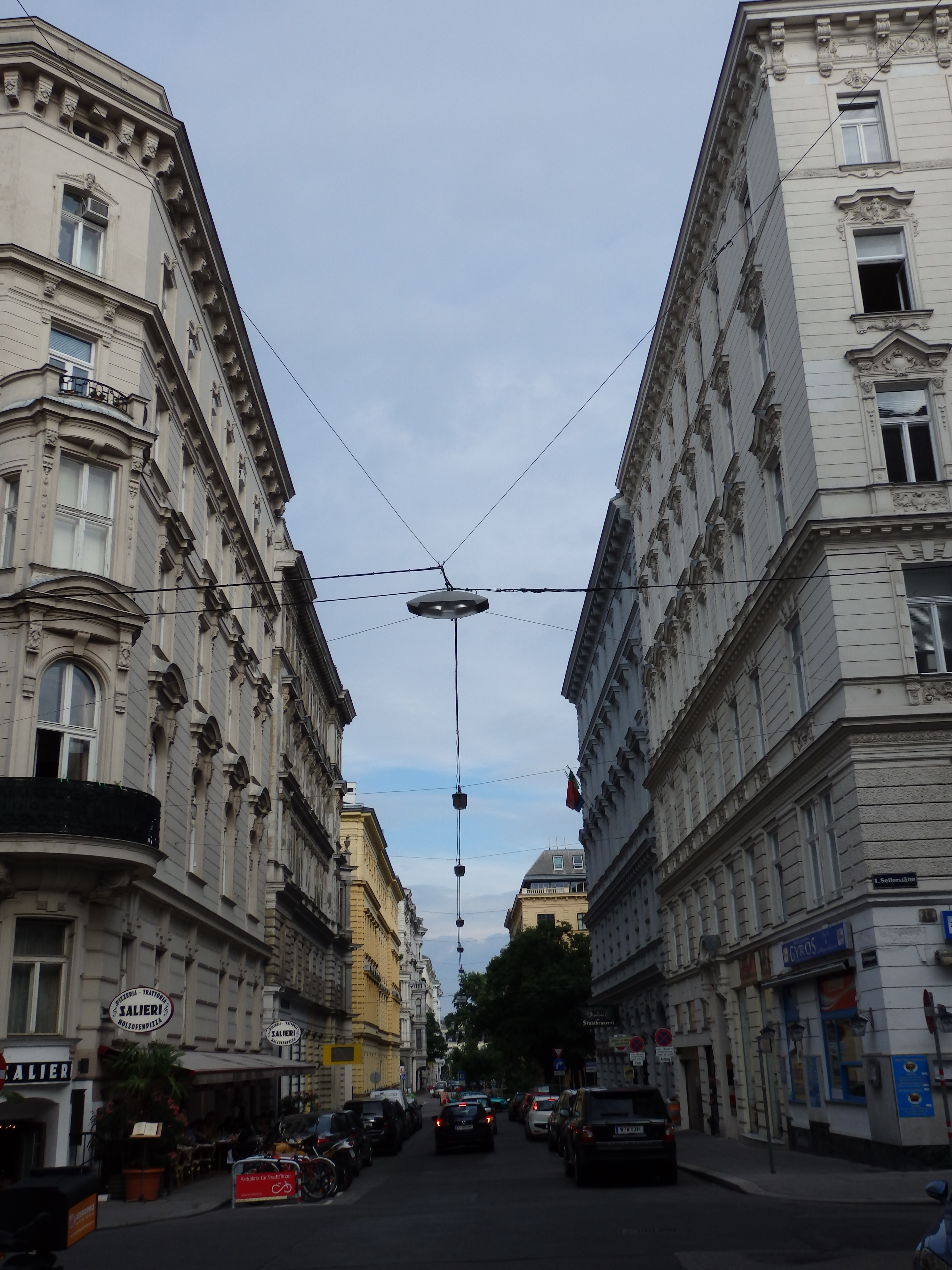
Fichtegasse von der Seilerstätte aus nach Südosten

Dort, wo heute die Fichtegasse verläuft, befanden sich Befestigungsanlagen, die die Stadt Wien vor Feinden sichern sollten. Es handelte sich dabei um den Graben der Ringmauer und die 1560 erbaute Kurtine zwischen Braunbastei und Wasserkunstbastei. Diese wurden 1862–1863 abgerissen, um an deren Stelle die Ringstraße und Ringstraßenzone mit repräsentativen Gebäuden zu errichten. In diesem Zusammenhang wurde 1865 die Fichtegasse eröffnet und benannt. Sie reichte zu diesem Zeitpunkt bis zur Lothringerstraße. 1904 wurde zwischen Kantgasse und Lothringerstraße der Beethovenplatz geschaffen; seither endet die Fichtegasse beim Beethovenplatz in Höhe Kantgasse.

## Lage und Charakteristik

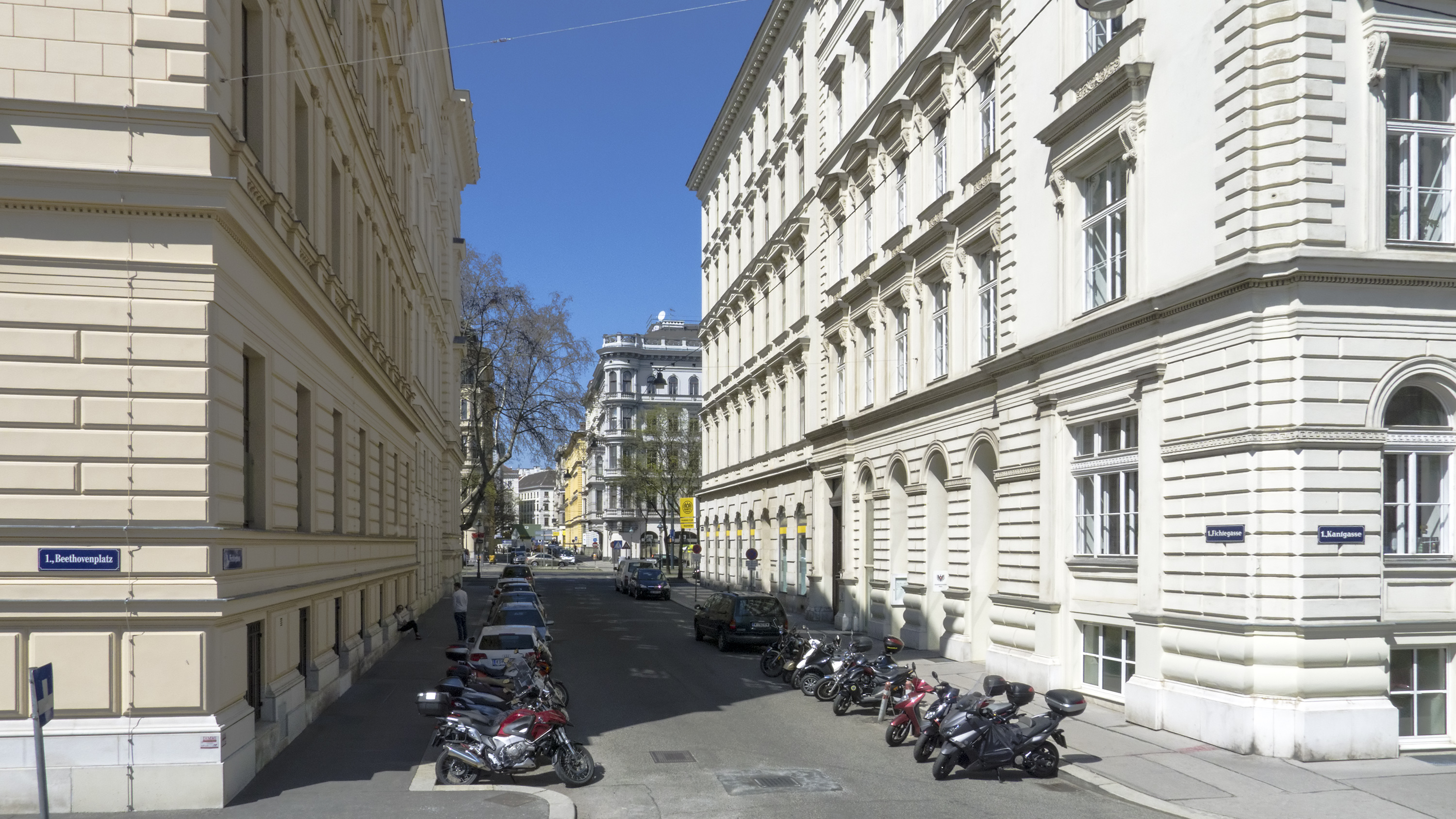
Fichtegasse vom Beethovenplatz aus nach Nordwesten

Die Fichtegasse verläuft von der Seilerstätte in südöstlicher Richtung bis zum Beethovenplatz. Sie ist aber nicht durchgehend befahrbar, sondern wird zwischen Schellinggasse und Hegelgasse durch eine Fußgängerzone sowie beim Schubertring unterbrochen, wo ein durchgehender Fuß- und Radweg die Einfahrt in die Ringstraße von westlicher Seite unterbindet. Die Abschnitte zwischen Seilerstätte und Schellinggasse und zwischen Hegelgasse und der Seitenfahrbahn des Schubertrings werden als Einbahnstraßen geführt. Radfahrer können zwischen Schubertring und Hegelgasse auch gegen die Einbahn fahren und die anschließende Fußgängerzone mitbenützen. Damit werden die dort befindlichen Schulen an das Radwegenetz und den Ringradrundweg angeschlossen. Der Autoverkehr in der Fichtegasse wird durch diese Maßnahmen auf einen reinen Anrainerverkehr beschränkt. Der stadtaußenseitige Abschnitt der Straße mündet direkt in die Abfahrt einer unter dem Beethovenplatz befindlichen Tiefgarage. Es gibt keine öffentlichen Verkehrsmittel in der Fichtegasse.
Die Bauwerke entlang der Fichtegasse bilden ein vollständig erhaltenes historistisches Ensemble, das teilweise unter Denkmalschutz steht. Dominierend sind vor allem zwei große Schulgebäude zu beiden Seiten der Fichtegasse zwischen Schellinggasse und Hegelgasse. Die Fußgängerzone dazwischen ist mit Bäumen und modernen Sitzmöbeln bestückt und hat einen fast platzartigen Charakter. In den anderen Gebäuden der Straße befinden sich Gaststätten, Gewerbebetriebe, Verkaufsgeschäfte und Galerien. Neben zahlreichen Büros und Kanzleien an der Fichtegasse sind hier auch die Botschaft von Portugal und die diplomatische Vertretung der Republika Srpska in Österreich angesiedelt. Im stadtaußenseitigen Abschnitt jenseits der Ringstraße befindet sich ein großes Hotel, der Sitz des ÖAMTC und ein Amtsgebäude der Wiener Arbeitsinspektion.

## Bauwerke

### Nr. 1: Eckhaus
Das Haus Ecke Seilerstätte / Fichtegasse wurde 1892–1893 von Gustav von Korompay im späthistoristischen Stil errichtet. Es liegt an der Hauptadresse Seilerstätte 17.

### Nr. 2: Wohnhaus

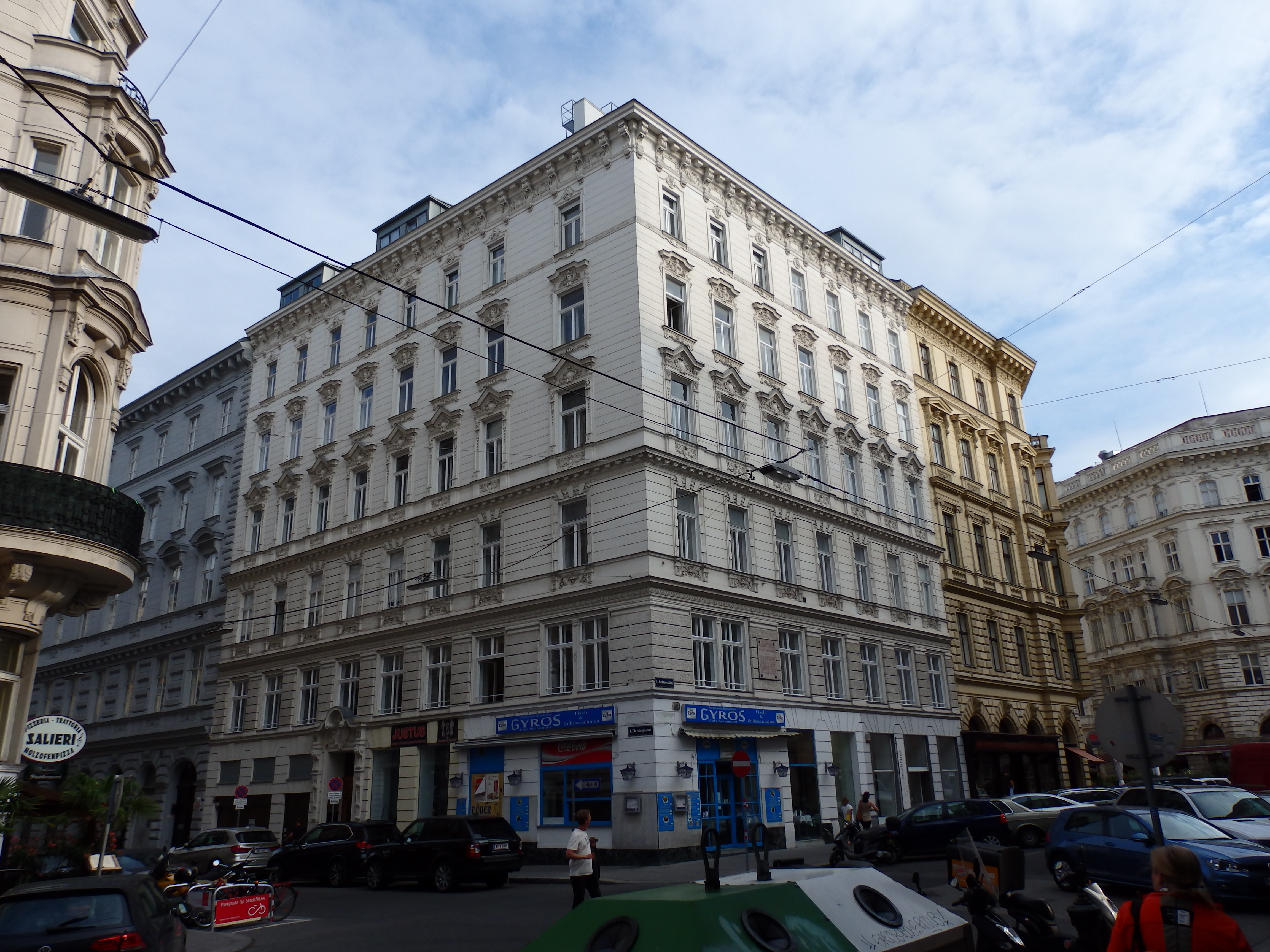
Haus Quidenus, Fichtegasse 2 (1892)

Das späthistoristische Haus Ecke Seilerstätte / Fichtegasse hat Karl Quidenus 1892 für sich selbst erbaut. Die Fassade ist durch Reihen von Giebelfenstern gekennzeichnet. An der Seite zur Seilerstätte erinnert eine Gedenktafel an die Tänzerin Fanny Elßler. Im Foyer befindet sich eine Stuckdecke. Puttenreliefs in Türverdachungen sind weitere Dekorelemente.

### Nr. 2a: Wohnhaus
Das Gebäude an der Ecke Fichtegasse und Schellinggasse erbauten 1870–1871 die beiden Architekten Johann Romano und August Schwendenwein im historistischen Stil. Es ist in Formen der Wiener Neorenaissance gestaltet. Die Sockelzone mit Arkadenfenstern ist genutet und die Ecke durch Ortsteine hervorgehoben. Die Fassaden bestehen aus Reihen von vergiebelten und gerade verdachten Fenstern. Die Einfahrt ist durch Pilaster und Arkaden gegliedert und besitzt ein Holzstöckelplaster. Im Innenhof liegen Pawlatschen und eine Remise.
Im Haus befindet sich die portugiesische Botschaft.

### Nr. 3: Musisch-Pädagogisches Realgymnasium

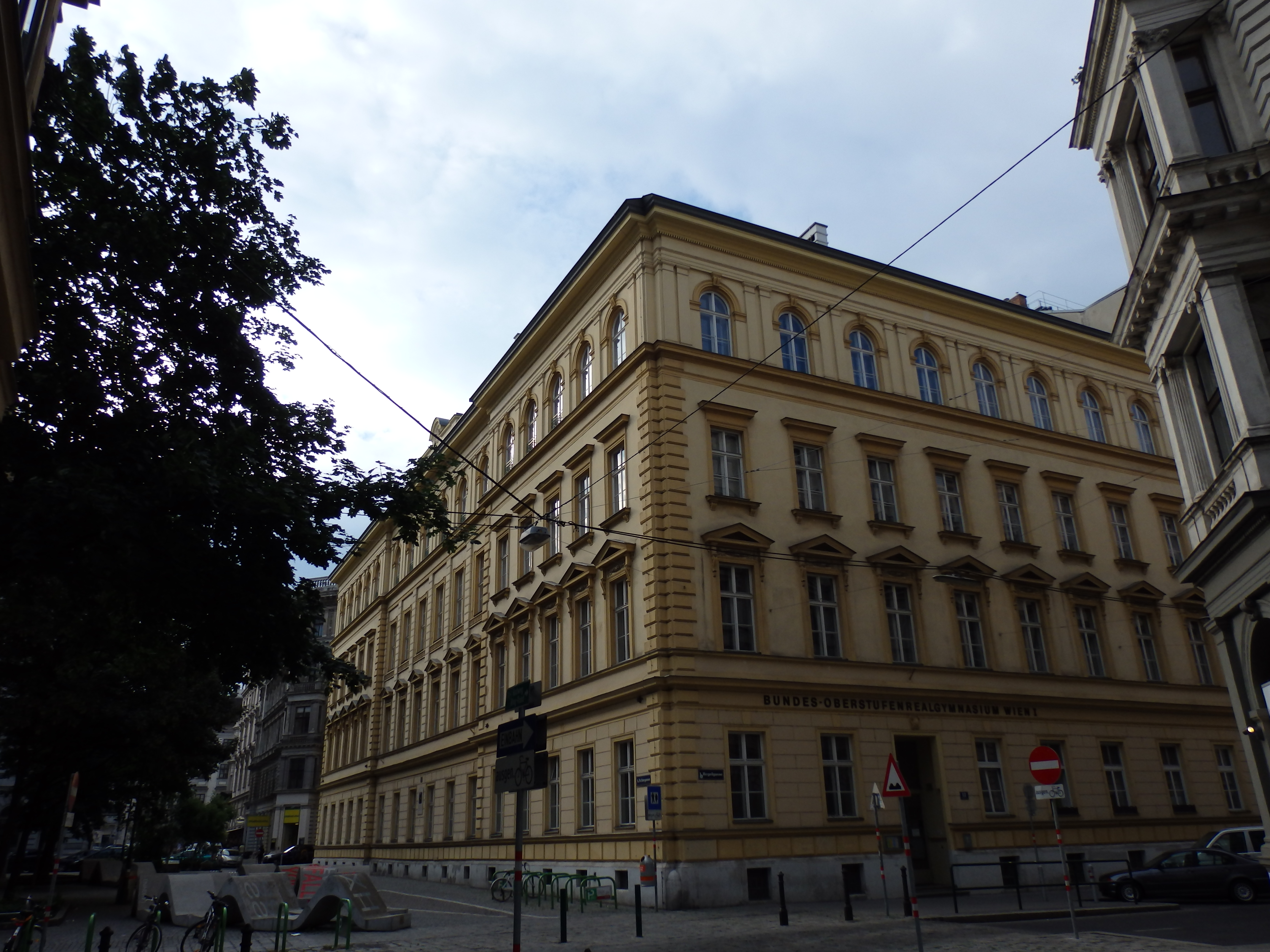
Realgymnasium (1868–1870)

Das an drei Seiten freistehende Schulgebäude zwischen Schellinggasse, Fichtegasse und Hegelgasse wurde 1868–1870 von Heinrich von Ferstel errichtet. Der historistische Bau besitzt Formen der Wiener Neorenaissance. Die Fassade wird durch zwei breite, ortsteingequaderte Eckrisalite gekennzeichnet. Die Sockelzone ist genutet, im ersten Obergeschoß reihen sich Giebelfenster aneinander. Im Attikageschoß sind durch Pilaster getrennte Rundbogenfenster zu sehen. An der Fassade zur Fichtegasse befindet sich eine Gedenktafel mit Reliefporträt für den Pädagogen Otto Willmann. Im Gebäude befand sich nämlich ursprünglich das Städtische Lehrerpädagogium, das ab 1921 Bundeslehrerbildungsanstalt hieß. Seit 1963 ist hier das Musisch-Pädagogische Realgymnasium untergebracht. Das Gebäude steht unter Denkmalschutz.

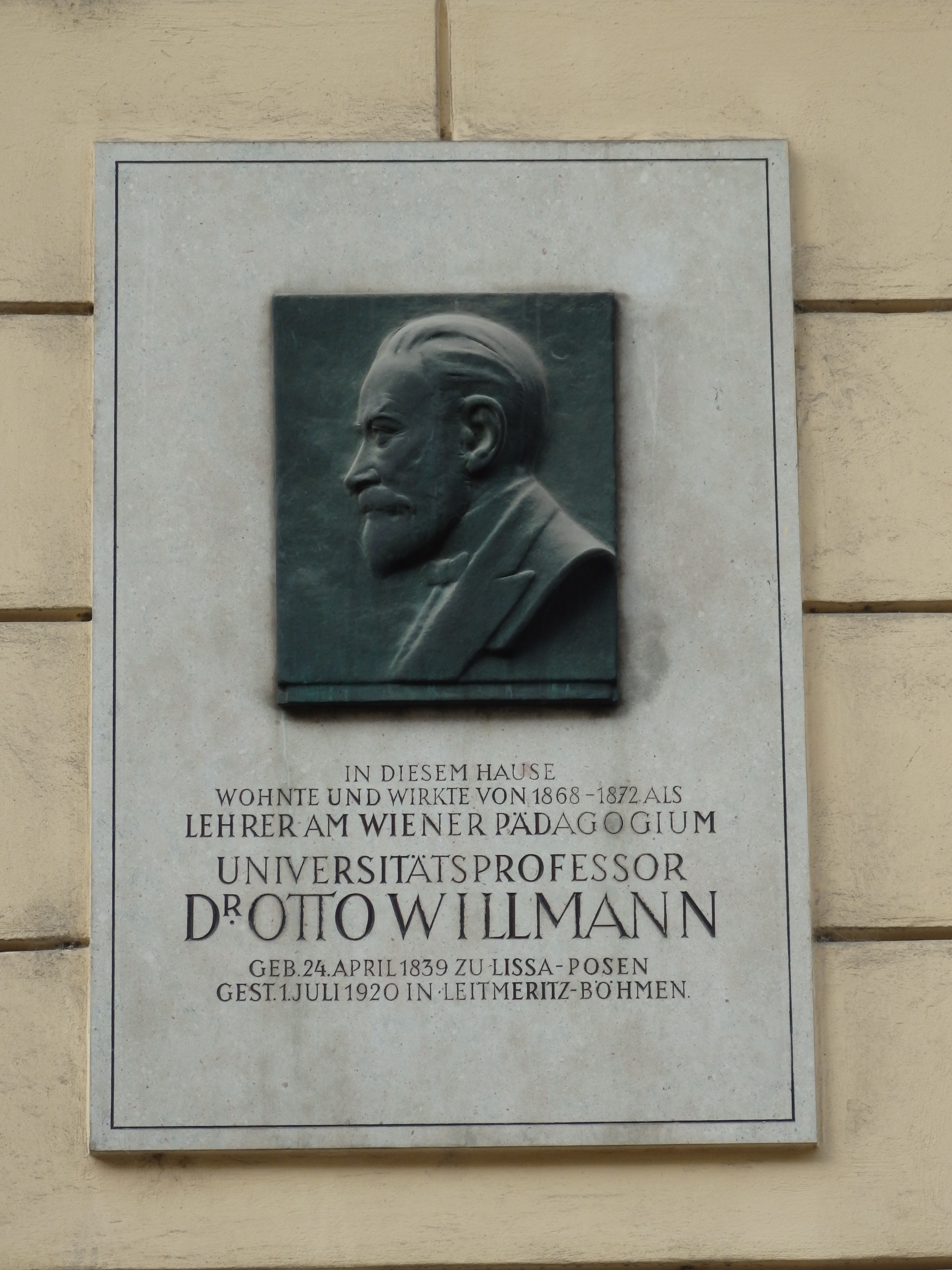
Gedenktafel für Otto Willmann am Schulhaus Fichtegasse 3

### Nr. 4: Bundesgebäude
Der freistehende Baublock zwischen Schellinggasse, Fichtegasse, Hegelgasse und Schwarzenbergstraße wurde 1883–1885 von Dominik Avanzo und Paul Lange im historistischen Stil errichtet. Hier sind eine Höhere Technische Bundeslehr- und Versuchsanstalt (Schellinggasse 13), ein Oberstufenrealgymnasium (Hegelgasse 13) und der Österreichische Bundesverlag (Schwarzenbergstraße 5–7) untergebracht. An der Seite zur Fichtegasse befindet sich ein tonnengewölbtes Vestibül mit Groteskenmalereien sowie eine zweiarmige Treppe mit Stuckmarmorsäulen. Das Gebäude steht unter Denkmalschutz.

### Nr. 5: Wohnhaus

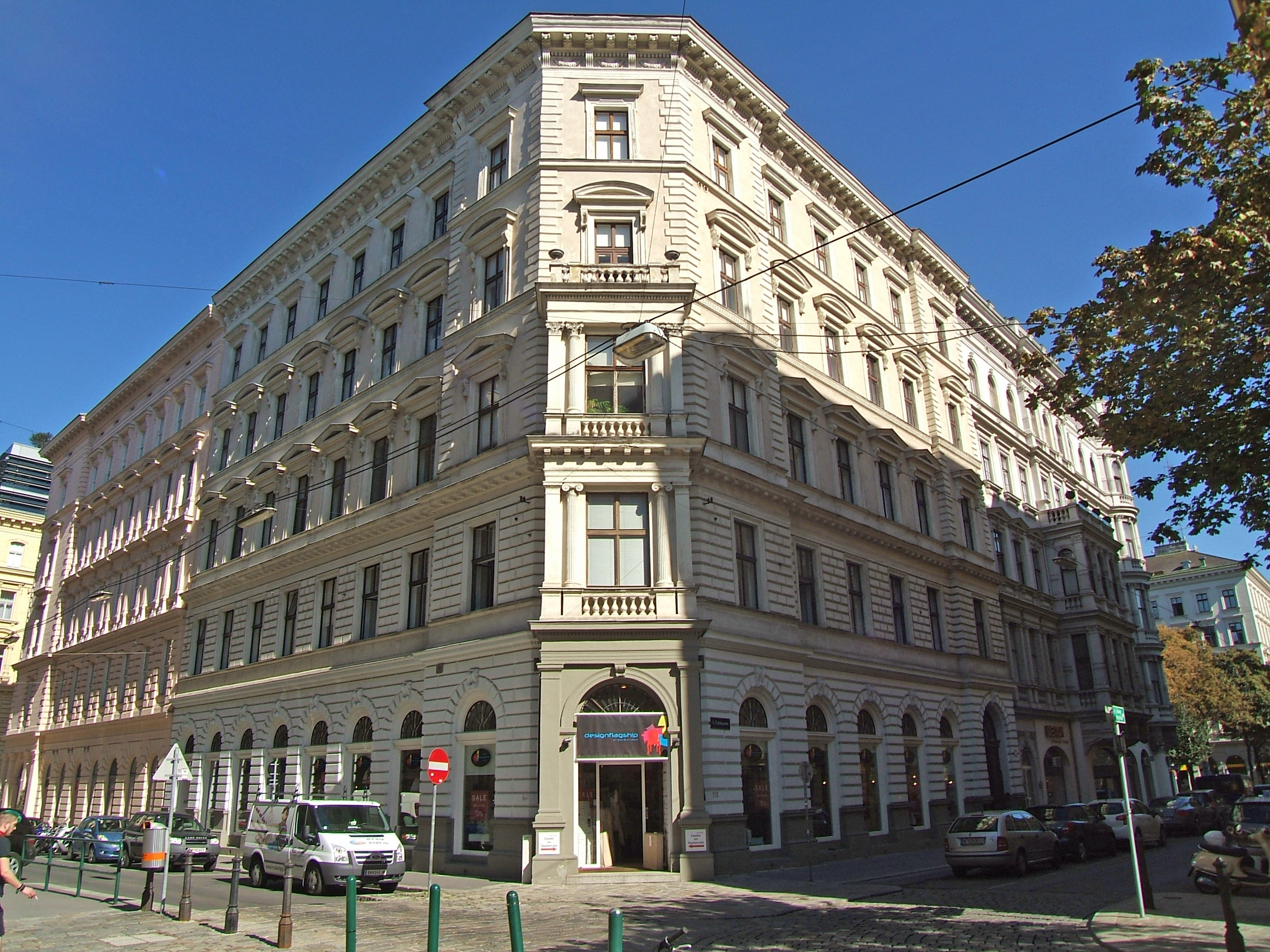
Fichtegasse 5 (1869–1870)

Das Haus Ecke Hegelgasse / Fichtegasse wurde 1869–1870 nach Plänen von Carl Tietz im historistischen Stil und in Formen der Neorenaissance erbaut. Dominierend ist der ortsteingequaderte, abgefaste Eckrisalit mit Pilaster- und halbsäulengegliedertem Erker. Die Sockelzone ist genutet, im Obergeschoß befinden sich Giebelfenster. Die Einfahrt mit Hängekuppeln ist durch Pilaster und Arkaden gegliedert. Im Hof befindet sich ein Brunnen mit einem Löwenkopf in einer Ädikula. Im Gebäude ist die Vertretung der Republika Srpska in Österreich untergebracht. Es steht unter Denkmalschutz.

### Nr. 6: Wohnhaus
Das Haus Ecke Hegelgasse / Fichtegasse erbaute 1865–1866 Hermann Wehrenfennig im frühhistoristischen Stil. Es liegt an der Hauptadresse Hegelgasse 13.

### Nr. 7: Miethaus Melingo
Das bemerkenswerte Gebäude an der Ecke Schubertring / Fichtegasse wurde 1863 von Johann Garben in Formen der Wiener Neorenaissance errichtet. Es liegt an der Hauptadresse Schubertring 4. Das Gebäude steht unter Denkmalschutz.

### Nr. 8: Miethaus Fatton

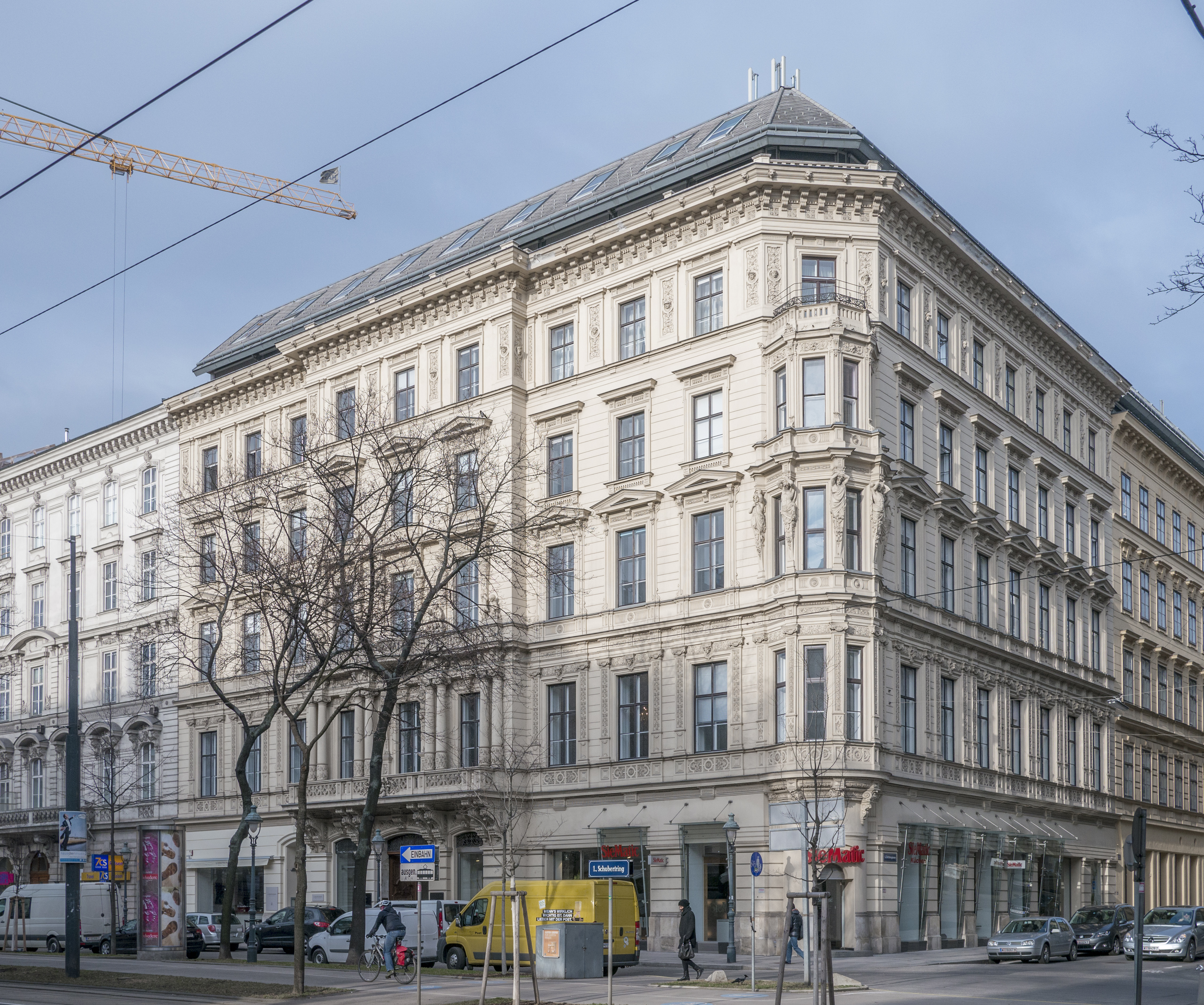
Schubertring 6 (1863–1864)

1863–1864 erbauten Heinrich Förster und Hermann Wehrenfennig dieses frühhistoristische Gebäude an der Ecke Schubertring / Fichtegasse. Es besitzt eine bedeutende skulpturale Ausstattung und wurde 2002 generalsaniert. Die Hauptadresse lautet Schubertring 6. Das Gebäude steht unter Denkmalschutz.

### Nr. 9: ÖAMTC
Das Haus Ecke Schubertring / Fichtegasse wurde 1864 von Johann Romano und August Schwendenwein im historistischen Stil der Neorenaissance erbaut. Hier befindet sich der ÖAMTC. Das Gebäude liegt an der Hauptadresse Schubertring 3. Es steht unter Denkmalschutz.

### Nr. 10: Ehemaliges Adelscasino
Das ehemalige Adelscasino, spätere Bankgebäude und heutige Hotel an der Ecke Schubertring / Fichtegasse wurde 1866–1867 von Johann Romano und August Schwendenwein errichtet. Es liegt an der Hauptadresse Schubertring 5. Das Gebäude steht unter Denkmalschutz.

### Nr. 11: Wiener Arbeitsinspektion

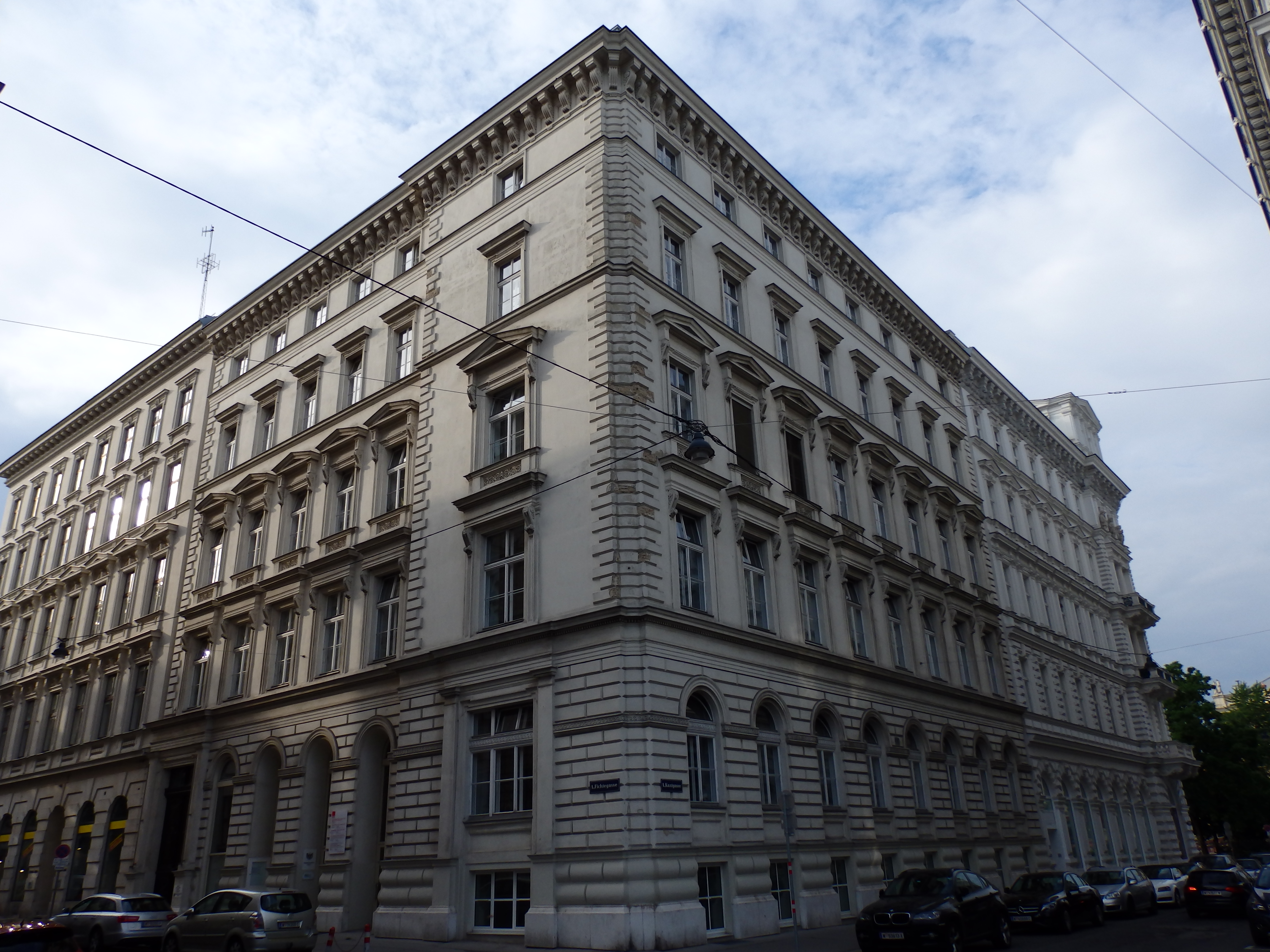
Fichtegasse 11 (1868–1869)

Das Gebäude Ecke Fichtegasse / Kantgasse wurde 1868–1869 von Carl Tietz im historistischen Stil errichtet. An der Fichtegasse liegt ein ortsteingequaderter Eckrisalit. Die Sockelzone mit Arkadenfenstern ist genutet. Die Einfahrt wird durch Pilaster und Arkaden gegliedert. Im Gebäude befand sich die Redaktion der Neuen Freien Presse; heute ist hier die Wiener Arbeitsinspektion.

### Nr. 12: Palais Gutmann
→ siehe Hauptartikel Palais Gutmann
Das ehemalige Palais Gutmann wurde 1869–1871 von Carl Tietz in Formen der Wiener Neorenaissance erbaut. Es liegt an der Hauptadresse Beethovenplatz 3. Das Gebäude steht unter Denkmalschutz.